# 古笪羅

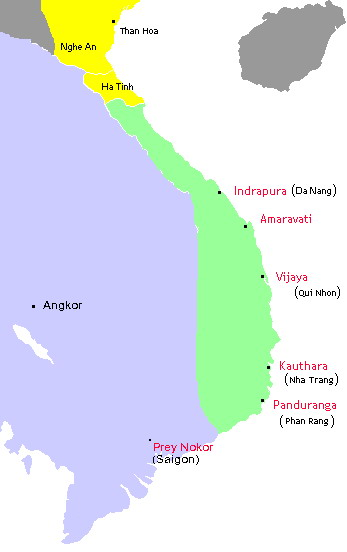
占婆地圖

古笪羅（Kauthara），又譯古笪，是占婆王國的一個組成國，其統治區域位於今日富安省至金蘭灣沿岸一帶。其都城楊浦那竭羅城（Yanpunagara）占婆人的信仰，深受外來的婆羅門教、佛教等宗教的影響。不過除此之外，占婆人原有其本土信奉的神靈，如在南部的古笪地區，便有信奉釋利摩落陀古笪羅（Çri Maladakuthara），即為其中一個能夠保存舊名的神靈。占婆大多數的原有舊神，都被婆羅門教諸神所代替，例如女神楊浦那竭羅（Yan Pu Nagara），便與婆羅門教裡的大自在天之妻婆伽婆底 （Bhagavati）所取代，位於今日芽莊市附近。
8世紀左右，占婆的統治中心從北部移到南部，古笪羅開始興盛。婆那加塔也在這個時候開始建立。不過該地區曾多次受到馬來、爪哇海盜的襲擊。
1471年，占婆失去了毘闍耶和阿摩羅波胝之地，古笪羅和賓童龍之地被封給了賓童龍占城國。
1653年，廣南阮主阮福瀕攻打賓童龍占城國，占婆王巴弼被迫將古笪羅之地獻給阮主。以其地置寧和、延慶兩府。
對大自在天王的奉祀，占婆人會製作其像，面部用金覆蓋。而大自在天王的妻子，占婆人稱為婆伽婆底（Bhagavati），與本土信仰裡的女神楊浦那竭羅（Yan Pu Nagara）混而為一，占人對之亦相當崇敬，設有專祠來奉祀。